# Laure Gauthier

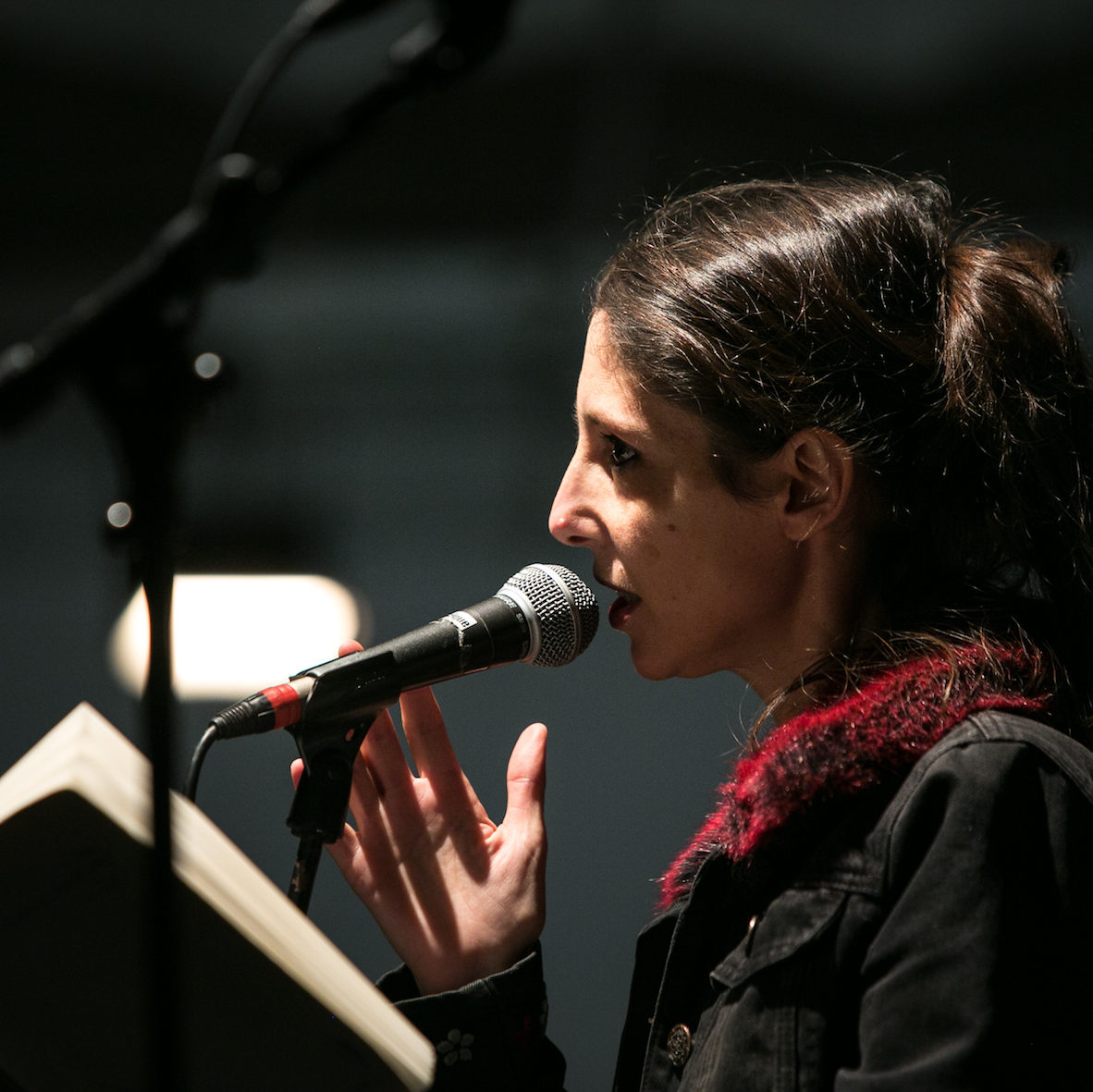
Laure Gauthier (2019)

Laure Gauthier (* 1972 in Courbevoie) ist eine französische Schriftstellerin und Dichterin.

## Biografie
Gauthier ist eine Germanistin und lehrt als Dozentin für zeitgenössische Bühnenkunst an der Universität Reims (Université de Reims Champagne-Ardenne).
Laure Gauthier schreibt Erzählungen, Gedichte sowie Texte für multimediale Produktionen. Bekannt wurde sie insbesondere durch les corps caverneux 2022, kaspar de pierre 2017 und je neige (entre les mots de villon) 2018.
Seit 2013 verfasste sie Beiträge für mehrere Zeitschriften in Frankreich (TESTE, Remue.net, Po&sie, Place de la Sorbonne, La moitié du fourbi , Vacarme , Sarrazine, L’Etrangère, COCKPIT voice recorder etc.), Italien (Atelier, Insula Europea etc.), Schweiz (Cenobio), Österreich (Manuskripte), Mexiko (Ablucionistas, Círculo de poesía) und Taiwan (Asymptote). Sie hält außerdem regelmäßig Lesungen in Frankreich und Europa.
Gauthier lebt und schreibt in Paris.

## Werke

### Poesie

#### Stimmen und Bilder
In ihren Werken weist Laure Gauthier dem Status der Sprache eine Sonderstellung zu, so dass eine Spannung zwischen einer subjektlosen Dichtung und einer verkörperten Poesie entsteht. In kaspar de pierre, „ist die Individualität ausgelöscht, die Konstruktion des Ich durch die Sprache weicht den leeren Flächen auf der Seite. Die Autorin rückt die Sprache von kaspar hin zu der unseren und zu unserem Hören, um einen Raum des gemeinsamen Lebens, der gemeinsamen Existenz zu schaffen, eben indem man spricht (…).“ (T. U. Comte, La Nouvelle Quinzaine littéraire).
Die Beschäftigung mit der Stimme wird von einer Neugestaltung des poetischen Bildes begleitet: Ein Bild taucht auf, in ihm treffen Sinneseindruck und Idee zusammen, was Johan Faerber in Diakritik, sich auf je neige (entre les mots de villon) beziehend, als „Ideenbild“ bezeichnet. Auch bei Gauthiers Neubewertung der Ekphrasis geht es um die Position des poetischen Bildes.
Man findet in all ihren Texten eine Polyperspektivik, kein streng objektives Schreiben und auch keine Fokalisierung auf das Ich, sondern eine aufgebrochene Inkarnation, vielmehr eine Vielzahl der Stimmen, die Wachsamkeit erzeugt. Wenn man überhaupt von einer lyrischen Darstellungsweise sprechen kann, dann handelt es sich um einen Trans-subjektivismus, der eine Distanz der Wachsamkeit zwischen den einzelnen Stimmen entstehen wie in je neige (entre les mots de villon), wo sich  „drei Stimmen, vielleicht sogar vier, die von François Villon, die von anderen, all seine anderen“ umschließen.

#### Prosa und Poesie
In Le Monde vergleicht Didier Cahen die Arbeit von Laure Gauthier mit der eines „Klangkünstlers“, bei dem „rhythmische Schläge, ein stimmiges Tempo und elektrisierte Sinne zusammenfinden“.
Meistens wechseln sich in den Texten von Gauthier Passagen poetischer Prosa mit Gedichten ab. Wie Blue Notes tönen in einer Geschichte die Gedichte in den Momenten des Atemholens und strukturieren damit die Erzählung, die in Fluss kommt oder abbricht, je nachdem, wie stark die Bedrohung von außen vordringt.
Der Stil von Laure Gauthier kennzeichnet sich durch seine Beweglichkeit, seine Ausdruckskraft und seine Dynamik: denn die Sprache „quillt heraus, pulsiert, schießt empor, lacht, strahlt, erhebt sich und existiert letztlich an sich und für sich.“

#### Wahre Begebenheiten und Archive
In den dichterischen Texten von Laure Gauthier wird ein scharfer Angriff von außen immer neu thematisiert, der sich in der spätkapitalistischen Gesellschaft gegen die Privatheit des Individuums und gegen seine Sprache richtet und der sich in der Überfrachtung mit materiellen Gütern, der Duldung von Gewalt, der Sensationslust, in dem, was Gauthier die „Sensationspressifizierung“ der Sprache nennt, sowie in der Vorliebe für Exotik manifestiert.
Eine bedeutende Inspirationsquelle für Gauthier stellen Archive dar. La cité dolente liegt eine wahre Begebenheit zugrunde; kaspar de pierre basiert auf der Geschichte des Waisenjungen Kaspar Hauser und je neige (entre les mots de villon) bezieht sich sowohl auf die Biographie als auch auf das Werk von François Villon und stellt gleichermaßen eine Distanz zu beiden her.
Gauthiers Werke nehmen gegenüber dem Archiv eine komplexe Haltung ein : Archive „stehen unter dem Verdacht, das Leben rekonstruieren zu wollen. Als wären sie eine Festschreibung (…), während Gedichte nichts anders sein wollen als eine Andeutung“. Ihre Texte beruhen auf Dokumenten, doch Laure Gauthier hebt sie von den Spuren der Historie etwas ab, um durchscheinen zu lassen, was erst hinter den Dokumenten zum Vorschein kommt, was lebendig ist und sich den Aktenaufzeichnungen widersetzt.

### Musik und Schreiben
Seit 2018 beschäftigt sich Laure Gauthier gemeinsam mit Sébastien Rongier damit, für die Online-Zeitschrift Remue.net die Verbindung zwischen zeitgenössischer Dichtung und Musik zu ergründen. Sie plädiert für ein Überschreiten der Grenzen zwischen Laut- und geschriebener Poesie und für einen erneuerten Austausch zwischen zeitgenössischer Dichtung und Musik.
Nachdem die Lyrik ein Jahrhundert lang in der Krise steckte, versucht Gauthier auf neue Art und Weise einen Dialog zwischen Komponisten und Dichtern in Gang zu setzen. Zusammen mit Philippe Langlois, pädagogischer und kulturpolitischer Leiter am Ircam, entwickelte sie das Seminarangebot „Dichtung und Musik heute“ (2017–2020).

### Multi- und transmediales Schreiben
Gauthiers dichterische Arbeit am Aussageakt und an der Mehrstimmigkeit vollzieht sich im Zusammenspiel mit zeitgenössischen Komponistinnen und Komponisten wie Fabien Lévy, Núria Giménez-Comas und Xu Yi. Sie ist auf der Suche nach neuen transmedialen Ausdrucksformen des Schreibens, in denen der Schreibende als Koautor in Erscheinung tritt. Nun hab’ ich nichts mehr  beispielsweise ist ein Stück für Koloratursopran, Ensemble und Elektrogitarre mit der Musik von Fabien Lévy, Back into Nothingness ist ein überwiegend gesprochenes Monodrama für Sopranistin, Chor und elektronische Musik, komponiert von Núria Giménez-Comas. Les métamorphoses du serpent blanc ist ein lyrisches Märchen in sechs Gesängen mit der Musik von Xu Yi. 2018 entsteht aus Textfragmenten von Gauthier und der Tonaufnahme ihrer Stimme in Zusammenarbeit mit Pedro Garcia Velasquez und Augustin Mueller eine Klanginstallation in 3 D, Etudes de théâtre acoustique, die am ZKM in Karlsruhe präsentiert wurde. 2022 entwirft sie – nach wie vor in Zusammenarbeit mit Pedro García-Velásquez und Augustin Muller – eine poetische Klanginstallation, die zu einer « akustischen Siesta » einlädt und bei der sie die Texte verfasst und ihnen ihre Stimme verleiht. Diese am 24. März 2022 in Césaré-cncm (Reims, Frankreich) uraufgeführte Installation bietet eine Reise durch verloren gegangene Orte und intime Räume, in der Absicht, in Ermangelung von realen Bildern verschüttete Bilder entstehen zu lassen.

## Bibliografie

### Poetische Werke
- Éclectiques Cités, Paris, Acédie 58, 2021, 92 p.[28]
- je neige (entre les mots de villon), Paris, LansKine, 2018, 72 S.[4]
- kaspar de pierre, Brüssel, La Lettre Volée, 2017, 52 S.[3]
- La cité dolente, Cirey-Sur-Blaise, Châtelet-Voltaire, 2015, 72 S.[20]
- marie weiss rot, marie blanc rouge, Sampzon, Delatour France, 2013, 230 S.[29]

### Übersetzte Werke
- kaspar aus stein, Übersetzung ins Deutsche von Andreas Unterweger, Edition Thanhäuser, 2021[30]
- kaspar di pietra, zweisprachige Ausgabe italienisch-französisch, Übersetzung von Gabriella Serrone, Macabor, 2021[31]
- La città dolente, zweisprachige Ausgabe italienisch-französisch, Übersetzung von Gabriella Serrone, Macabor, 2018[32]

### Essays
- Laure Gauthier, D'un lyrisme l'autre, la création entre poésie et musique. Laure Gauthier en dialogue, Paris, MF, 2022[33]
- Jean-François Candoni & Laure Gauthier (Hrsg.): Les grands centres musicaux du monde germanique (XVIIe-XIXe s.), Paris, PUPS, 2014, 495 S.[34]
- Laure Gauthier, L’opéra à Hambourg (1648-1728), Naissance d’un genre, essor d’une ville, Paris, PUPS, 2010, 459 S.[35]
- Laure Gauthier & Mélanie Traversier, Mélodies urbaines : la musique dans les villes d’Europe (XVIe-XIXe siècles), Paris, PUPS, 2008, 360 S.[36]

### Texte für multimediale Werke

#### Musikalische Werke
- Les métamorphoses du serpent blanc, Musik von Xu Yi, Erstaufführung am CRR Paris, 2020[26]
- Back into nothingness, überwiegend gesprochenes Monodrama für Sopranistin, Chor und elektronische Musik, komponiert von Núria Giménez-Comas, produziert von Grame cncm, Koproduktion Ircam, Spirito, Festival Archipel-Genève und Théâtre National Populaire/TNP in Villeurbanne, Erstaufführungen am TNP am 16. und 17. März 2018 (anlässlich der Lyoner Biennale Musiques en scène) und am 24. März 2018 im Genfer Theater L’Alhambra im Rahmen des Festival Archipel[25]
- Nun hab’ ich nichts mehr, Stück für Koloratursopran, Ensemble und Elektrogitarre, Musik von Fabien Lévy, Berlin, Verlag Ricordi[24], Erstaufführung am Teatro Regio di Parma[37] am 13. Oktober 2016, danach gespielt beim Stuttgarter Festival Eclat am 5. Februar 2017[38]

#### Installationen
- Remember the future, poetic and sound installation for 3D diffusion and automaton instruments, conceived by Laure Gauthier, Pedro Garcia Velasquez and Augustin Muller, creation on 24 March 2022 at Cesaré-cncm[39]
- Commanderie (2019), for robotic arms, 3D sound installations and live concerts, Pedro Garcia Velasquez[40]
- Etudes de théâtre acoustique (2018), Klanginstallation in 3D von Pedro Garcia Velasquez und Augustin Muller, Text und Stimme von Laure Gauthier[27]
- La forêt blanche (2019), multimediale Installation, Text und Stimme von Laure Gauthier, Installation von Sylvie Lobato, Lichtskulpturen von Laurent Bolognini, Klanginstallation von Martin Saëz[41]

### Verfilmungen
- "kaspar de pierre" von Laure Gauthier, Regie Thierry De Mey, Eroica productions 2018, 25 Minuten[42]

## Sekundärliteratur

### Zules corps caverneux(2022)
- Alain Nicolas, « Laure Gauthier en route sur la voie caverneuse », L’Humanité, 23. März 2022[43]
- Pierre Ménard, "En lisant en écrivant : lectures versatiles #51", Liminaire, 8. April 2022[44]
- Adrien Meignan, "les corps caverneux", "Un dernier livre avant la fin du monde", 4. Februar 2022[45]
- Christian Rosset, "les corps caverneux", Diakritik, 2. Februar 2022[46]
- Gilles Jallet, "les corps caverneux", remue.net, 31. Januar 2022[47]
- Georges Guillain, « Ne rien laisser s’enfermer. Sur les corps caverneux de Laure Gauthier », Les Découvreurs, 28. Januar 2022
- François Huglo, "les corps caverneux", Sitaudis, 21. Januar 2022[48]
- « les corps caverneux », cockpit critique club, COCKPIT voice recorder, n°16 / diciembre de 2021
- Rémy Soual, "les corps caverneux", Recours au Poème, 20. April 2022[49]

### Zuje neige (entre les mots de villon)(2018)
- Katia-Sofia Hakim, Place de la Sorbonne n°10, Paris, Presses de Sorbonne Université, 2020[50]
- Isabelle Alentour, „je neige (entre les mots de villon)“, Erläuterungen Poezibao, in poezibao.typepad.com[17]
- François Bordes, „Laure Gauthier, Je neige (entre les mots de villon)“, Revue du Mauss permanente, in www.journaldumauss.net[51]
- Dominique Boudou, „je neige (entre les mots de villon)“, Erläuterungen, in Jacques Louvain[52]
- Roland Cornthwaite, „Laure Gauthier“, Gare Maritime, Anthologie de la Maison de la poésie de Nantes, S. 39–40, in maisondelapoesie-nantes.com[53]
- Georges Guillain, „je neige (entre les mots de villon).“, Les Découvreurs, in LES DÉCOUVREURS / éditions LD[54]
- Pierre Maubé, „je neige (entre les mots de villon)“, Place de la Sorbonne Nr. 7, Presses de Sorbonne Université, S. 129–130, in sup.sorbonne-universite.fr[55]
- Angèle Paoli, „je neige (entre les mots de villon). Partir dans la langue pour se départir“, Terres de femmes, in Terres de femmes[56]
- Christophe Stolowicki, „je neige (entre les mots de villon)“, Libr-critique, in www.t-pas-net.com/libr-critique[57]

### Zukaspar de pierre(2017)
- Bernard Banoun, „kaspar de pierre“  [archive], CCP, Februar 2018, auf cahiercritiquedepoesie.fr[58]
- François Bordes, „kaspar de pierre“, Secousses, Nr. 23, November 2017, in www.revue-secousse.fr
- Thibault Ulysse Comte, „Ce chemin vers rien de certain. Kaspar de pierre“, La Nouvelle Quinzaine littéraire, Nr. 1190, 16. – 31. März 2018, in www.nouvelle-quinzaine-litteraire.fr[11]
- Georges Guillain, „kaspar de pierre“, Les découvreurs, Dezember 2017, in LES DÉCOUVREURS / éditions LD[59]
- Katia-Sofia Hakim, „kaspar de pierre de Laure Gauthier“, Place de la Sorbonne Nr. 8, Presses de Sorbonne Université, 2018, S. 299–301, in www.culture-sorbonne.fr/placedelasorbonne
- Tristan Hordé, „kaspar de pierre“, Sitaudis, 10. Juli 2018, in www.sitaudis.fr[60]
- Isabelle Lévesque, „avec kaspar hauser ?“, TdF, Nr. 162, Mai 2018, in Terres de femmes[61]
- Fabien Mellado, „kaspar de pierre“, Revue Phoenix, Frühjahr 2017, Nr. 25, S. 148–149, in www.revuephoenix.com
- Angèle Paoli, „Laure Gauthier. Kaspar de pierre. Ceci n’est pas de la poésie“, Terres de femmes, 18. Oktober 2017, in Terres de femmes[62]
- Claire Tencin, „kaspar de pierre“, Art Press, février 2018, Nr. 452, S. 82, in www.pressreader.com[19]
- Florence Trocmé, „kaspar de pierre“, Poezibao, 9. Oktober 2017, in Poezibao[63]
- Sanda Voïca, „kaspar de pierre“, La cause littéraire, 26 février 2018, in www.lacauselitteraire.fr[64]

### ZuLa cité dolente(2015)
- Dominique Boudou, „la cité dolente“, Erläuterungen, in Jacques Louvain, 22. November 2016[65]
- Pascal Boulanger, „la cité dolente“, Sitaudis, in www.sitaudis.fr, 11. Oktober 2015[66]
- Laurent Cassagnau, „la cité dolente“, Revue Europe (93e année, Nr. 1038, Oktober 2015), S. 318–320, in www.europe-revue.net, Dl. 2015, cop. 20151
- Thibault Ulysse Comte, „La fraîcheur d’un souffle“, Revue Regain, in editionsdelasorbonne.fr, 8. Oktober 2015
- (it) Elio Grasso, „la città dolente“, „La dimora del tempo sospeso“ in La dimora     del tempo sospeso, 16. Juli 2018[67]
- (it) Claudio Morandini, „la città dolente“, Diacritica, in diacritica.it, 25. April 2018[68]
- (it) Luigia Sorrentino, „la città dolente“, Poesia, in Poesia, di Luigia Sorrentino, 25. September 2015[69]
- Claire Tencin, „la cité dolente“, Poezibao, in Poezibao, 5. März 2018[70]
- (it) Bonifacio Vicenzi, „il disagio di vivere nell’opera di Laure Gauthier“, Su il Sogno di Orez, in IL SOGNO DI OREZ, 6. September 2015[71]

### Zumarie weiss rot, marie blanc rouge(2013)
- Yves Boudier, „Note de Yves Boudier sur marie weiss rot / marie blanc rouge“, Cahier Critique de Poésie (CCP) 28, Oktober 2014, S. 102, publié par le Centre International de Poésie de Marseille, in cipmarseille.fr,1. Oktober 2014
- Laurent Cassagnau, „Ecrire, traduire (contre) l’origine. En lisant, en traduisant marie weiss rot / marie blanc rouge de Laure Gauthier“, La Main de Thôt, Nr. 2, traduction, plurilinguisme et langues, in revues.univ-tlse2.fr[72]
- Andreas Unterweger, „Übersetzen. Schreiben. Lesen. Zu Laure Gauthier : marie weiss rot / marie blanc rouge“, Manuskripte, Heft 206, in Andreas Unterweger, 4. Dezember 2014[73]